# Алексей Булгаков
Алексей Юревич Булгаков (на руски: Алексей Юрьевич Булгаков) e руски рок музикант, вокалист на групата Легион, в която е член от 1981 година. Членувал и в групите Ария (1994 г.) и Артерия (2004 – 2005).

## Биография
Алексей Булгаков е роден на 17 декември 1965 година в град Москва. През 1981 заедно с Олег Царьов създават група „Легион“. Булгаков остава единственият член на Легион, който е в групата от самото ѝ начало. Легион свирят пауър метъл и спийд метъл и издават 13 албума. Албумът „Knights of Cross“, издаден през 1992 г. е на английски език. През 1994 за кратко е член на „Ария“, замествайки напусналият Валерий Кипелов. С Булгаков „Ария“ записва албумът „Ночь короче дня“, но Moroz records отказват да го издадат. След като Кипелов се връща в Ария, албумът е записан на ново, а Булгаков се съсредоточава върху изявите си с Легион. През 2004 става вокалист в групата на Сергей Терентиев „Артерия“, но напуска в края на 2005.